# Ludwig Seitz

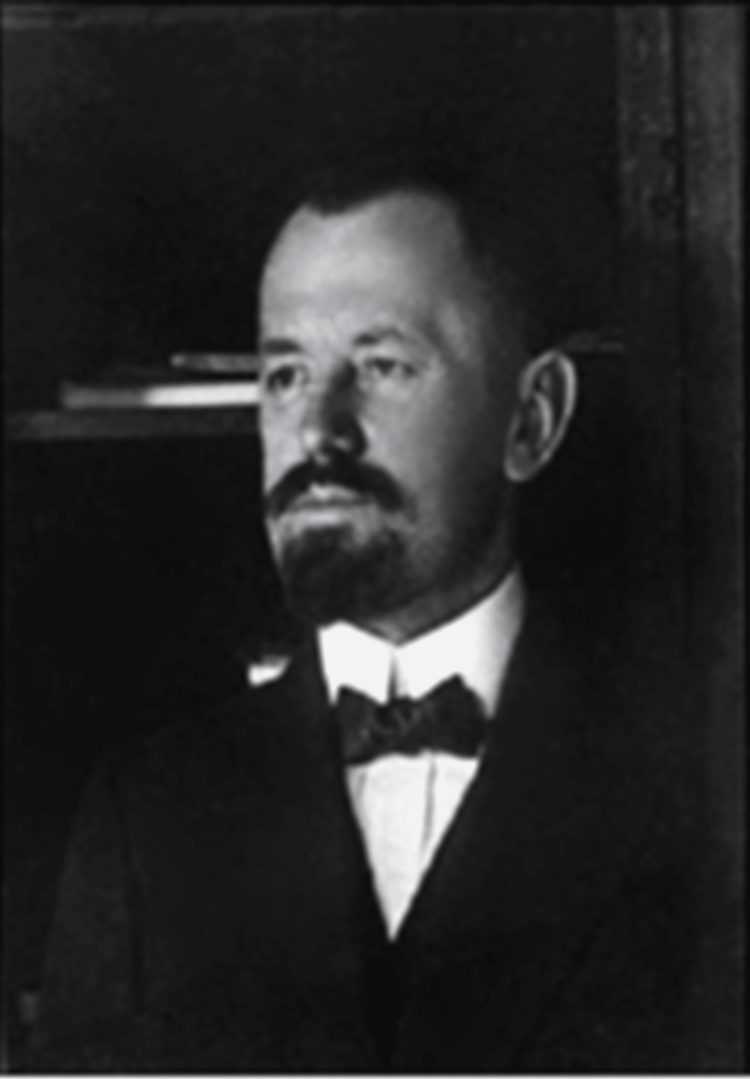
Ludwig Seitz

Ludwig Seitz (1792 - 1866) foi um botânico tcheco.
Ele descende de uma família de nobres, e seu sobrinho Francisco Seitz (1831 - 1909) também foi um botânico. Graduou-se no "Instituto Politécnico de Praga".
Foi um importante impulsionador do jardim botânico de Praga e coletor infatigável da flora da Europa. Suas espécimes de cactáceas cresciam em importantes invernáculos que mandou construir.
Seitz teve participações com muitos intelectuais de todo o mundo. Também escreveu artigos em revistas estrangeiras como Vilm.Blumengärtn e Allg. Gartenzeitung.

## Publicações
- Seitz, L; AI Amreich. Biologie und Pathologie des Weibes. Ein Handbuch der Frauenheilkunde und der Geburtshilfe. 2. Aufl. Bd 2.
- 1872. Die Wirkungseinheit des Lebens. Eine Einheits-, Spezial- und Ganzheitsbetrachtung der Lebensvorgänge unter normalen und krankhaften Bedingungen.